# قصائد (إبسن)
قصائد (بالنرويجية: Digte‏) مجموعة شعرية من تأليف الكاتب المسرحي النرويجي هنريك إبسن، نُشِر الديوان للمرة الأولى في الثالث من مايو سنة 1871، ويشمل قصائد ألَّفها إبسن بين عامي 1847 و1870، أشهرها قصيدته المعروفة «تيريه فيجن» (Terje Vigen). نُشِرت طبعة مُنقحة في ديسمبر 1875 أضاف إليها إبسن أربعة قصائد.

## وصلات خارجية
- قصائد (Digte)، نص قصائد إبسن على موقع runeberg.org. (بالنرويجية)
- قصائد (Digte)، على ويكي مصدر النرويجية.